# Пікузи
Пікузи́ (1956—2016 роки — Комінте́рнове) — село Сартанської селищної громади Маріупольського району Донецької області України.

## Географія
Село розташоване на трасі Т 0519. Відстань до Маріуполя — 22 км, Новоазовська — близько 25 км, до райцентру Волноваха — 26 км.
У Пікузах є поворот на Талаківку. До початку російської агресії на Сході України через село двічі на день курсував автобус із Маріуполя в напрямку Хрещатицького.

## Назва
Історична назва села - Пікузи. 7 грудня 1956 року центр Талаківської сільської ради був перенесений в село Пікузи, яке перейменовують у село Комінтернове, а сільраду в Комінтернівську.
12 липня 2016 року Постановою Верховної Ради України «Про перейменування окремих населених пунктів та районів на тимчасово окупованих територіях Донецької та Луганської областей» село Комінтернове було перейменоване в Пікузи.

## Історія
У 1929 році в селі було збудовано початкову школу. У 1940 році колгоспом було виділено ще дві будівлі і школу було реорганізовано у семирічну а в 1963 році школа стала восьмирічною.
1972 року в селі Пікузи було збудовано нову школу. У 1991 році восьмирічну школу реорганізовано в середню.
У 1999 році до школи було приєднано дитячий садок села і школу реорганізовано у Навчально–виховний комбінат «Комінтернівська загальноосвітня школа І-ІІІ ступенів — сад».
З 1 вересня 2003 року школа має статус україномовної школи.
У 2006 році НВК «Комінтернівська загальноосвітня школа І-ІІІ ступенів — сад» було реорганізовано у два заклади: Комінтернівську загальноосвітню школу І–ІІІ ступенів з повним підпорядкуванням відділу освіти Новоазовської райдержадміністрації та Комінтернівський дитячий садок.
У 2020 у зв'язку з Адміністративно-територіальною реформою село було перепідпорядковне Маріупольському району та приєднане до складу Сартанської ОТГ.

### Війна на сході України
Під час війни на сході України село стало місцем боїв з оборони Маріуполя. Унаслідок російської військової агресії із серпня 2014 р. Пікузи перебувають на тимчасово окупованій території.
29 жовтня 2014-го 38-річну жінку було поранено під час обстрілу села — снаряд розірвався в саду, потерпіла зазнала осколкового поранення стегна.
9 березня 2015 під наглядом ОБСЄ відбувалося розмінування та демілітаризація Пікузів.
Село переходило з рук в руки — 10 лютого його повернули під свій контроль українські війська, а 22 грудня 2015 року його зайняли проросійські збройні формування.

## Герб
Герб Пікузів розроблено Олегом Киричком та затверджено 11 лютого 2004 року Рішенням № VI/18-4 сільської Ради:
"Щит перетятий лазуровим і чорним кольорами. У верхній частині - золоте сонце, що сходить. У нижній - квітуче стебло бузку натурального кольору з двома листками зеленого кольору, розташованими ліворуч і праворуч, що зростає з нижньої кромки і виходить вгорі на напівдиск сонця."
Сонце – символ істини, правди, провидіння та родючості. Лазуровий колір – символ краси, м'якості, величі. Також це колір води.
Чорний колір нижнього поля символізує землю, багату на чорнозем, що дає щедрі врожаї, якими так славиться село. Водночас сонце та кольори полів герба символізують багатство природи краю та родючість тутешніх земель. Гілка бузку символізує старовинну назву місця, де розташоване село - Бузок.

## Клімат
У селі помірно континентальний з частими посухами та буревіями влітку та відлигами, мрякою взимку. Річна кількість опадів — 400 мм на рік. Астрокліматичні умови дозволяють вирощувати теплолюбні сільськогосподарські культури з довгим вегетативним періодом (соняшник, кавуни, дині, гарбузи, виноград). Проте водних ресурсів в регіоні обмаль, тому для потреб населення та промисловості використовуються ставки та водосховища.
Напрямок вітру взимку головним чином східний, влітку — північний. Середня температура повітря у січні −5,2 °C, липня +22,7 °C. Кількість опадів — 450 мм щорічно. Абсолютний максимум температури повітря влітку — +40 °C, мінімум — взимку −32 °C.
| Клімат Пікузів (1955–2011)           | Клімат Пікузів (1955–2011) | Клімат Пікузів (1955–2011) | Клімат Пікузів (1955–2011) | Клімат Пікузів (1955–2011) | Клімат Пікузів (1955–2011) | Клімат Пікузів (1955–2011) | Клімат Пікузів (1955–2011) | Клімат Пікузів (1955–2011) | Клімат Пікузів (1955–2011) | Клімат Пікузів (1955–2011) | Клімат Пікузів (1955–2011) | Клімат Пікузів (1955–2011) | Клімат Пікузів (1955–2011) |
| Показник                             | Січ.                       | Лют.                       | Бер.                       | Квіт.                      | Трав.                      | Черв.                      | Лип.                       | Серп.                      | Вер.                       | Жовт.                      | Лист.                      | Груд.                      | Рік                        |
| Абсолютний максимум, °C              | 20,0                       | 15,0                       | 18,6                       | 27,2                       | 32,7                       | 37,0                       | 37,2                       | 38,0                       | 32,0                       | 27,1                       | 18,0                       | 13,5                       | 38,0                       |
| Середній максимум, °C                | −0,8                       | −0,1                       | 4,9                        | 13,1                       | 19,7                       | 24,4                       | 27,2                       | 26,5                       | 20,7                       | 13,2                       | 5,9                        | 1,0                        | 13,1                       |
| Середня температура, °C              | −3,3                       | −2,8                       | 1,7                        | 9,4                        | 15,8                       | 20,2                       | 22,7                       | 21,9                       | 16,4                       | 9,6                        | 3,2                        | −1,3                       | 9,6                        |
| Середній мінімум, °C                 | −5,9                       | −5,5                       | −1,1                       | 5,8                        | 11,5                       | 15,3                       | 17,6                       | 16,8                       | 11,7                       | 5,9                        | 0,6                        | −3,8                       | 5,8                        |
| Абсолютний мінімум, °C               | −26,6                      | −25                        | −20                        | −7,3                       | 0,0                        | 5,6                        | 8,9                        | −1                         | −1,1                       | −8                         | −17                        | −24,5                      | −26,6                      |
| Норма опадів, мм                     | 35.1                       | 33.0                       | 37.5                       | 44.5                       | 44.0                       | 52.9                       | 44.2                       | 43.0                       | 39.4                       | 28.6                       | 47.8                       | 60.5                       | 510.5                      |
| Днів з опадами                       | 17,7                       | 14,9                       | 15,4                       | 10,4                       | 8,1                        | 8,0                        | 5,2                        | 4,1                        | 6,9                        | 9,5                        | 12,7                       | 15,9                       | 128,8                      |
| Вологість повітря, %                 | 89.0                       | 86.2                       | 83.0                       | 73.9                       | 70.0                       | 67.5                       | 65.6                       | 61.2                       | 67.4                       | 79.0                       | 86.7                       | 88.9                       | 76.5                       |
| ------------------------------------ | -------------------------- | -------------------------- | -------------------------- | -------------------------- | -------------------------- | -------------------------- | -------------------------- | -------------------------- | -------------------------- | -------------------------- | -------------------------- | -------------------------- | -------------------------- |
| Джерело: http://www.weatherbase.com/ |                            |                            |                            |                            |                            |                            |                            |                            |                            |                            |                            |                            |                            |

## Населення
За даними перепису 2001 року населення села становило 606 осіб, із них 30,2 % зазначили рідною мову українську, 69,14 % — російську та 0,33 % — болгарську мову.
| Рік       | 1976 | 2001 | 2013 |
| --------- | ---- | ---- | ---- |
| Населення | 494  | 606  | 860  |